# Gimnastika na Poletnih olimpijskih igrah 1960
Gimnastika na Poletnih olimpijskih igrah 1960. Tekmovanja so potekala v osmih disciplinah za moške in šestih za ženske med 5. in 10. septembrom 1960 v Rimu. 

## Dobitniki medalj
| Disciplina          | Zlato                                                                                                  | Srebro | Bron |
| Mnogoboj ekipno     | Japonska · Nobujuki Aihara · Jukio Endo · Takaši Micukuri · Takaši Ono · Masao Takemoto · Šudži Curumi | Sovjetska zveza · Albert Azarjan · Valerij Kerdemilidi · Nikolaj Miligulo · Vladimir Portnoj · Boris Šahlin · Juriij Titov | Italija · Giovanni Carminucci · Pasquale Carminucci · Gianfranco Marzolla · Franco Menichelli · Orlando Polmonari · Angelo Vicardi |
| Mnogoboj posamično  | Boris Šahlin (URS)                                                                                     | Takaši Ono (JPN) | Juriij Titov (URS) |
| Parter              | Nobujuki Aihara (JPN)                                                                                  | Juriij Titov (URS) | Franco Menichelli (ITA) |
| Konj z ročaji       | Eugen Ekman (FIN) · Boris Šahlin (URS)                                                                 | | Šudži Curumi (JPN) |
| Krogi               | Albert Asarjan (URS)                                                                                   | Boris Šahlin (URS) | Takaši Ono (JPN) · Velik Kapsazov (BUL)                                                                                            |
| Preskok             | Boris Šahlin (URS) · Takashi Ono (JPN)                                                                 | | Vladimir Portnoj (URS) |
| Enovišinska bradlja | Boris Šahlin (URS)                                                                                     | Giovanni Carminucci (ITA)                                                                                                  | Takaši Ono (JPN) |
| Drog                | Takaši Ono (JPN)                                                                                       | Masao Takemoto (JPN) | Boris Šahlin (URS) |

## Dobitnice medalj
| Disciplina          | Zlato | Srebro | Bron |
| Mnogoboj ekipno     | Sovjetska zveza · Polina Astahova · Lidija Ivanova · Larisa Latinina · Tamara Ljuhina · Sofija Muratova · Margarita Nikolajeva | Češkoslovaška · Eva Bosáková · Věra Čáslavská · Miroslava Matoušková · Hana Růžičková · Ludmila Švédová · Adolfína Tkačíková | Romunija · Atanasia Ionescu · Sonia Iovan · Elena Leuşteanu · Emilia Vătăşoiu-Liţă · Elena Niculescu · Uta Poreceanu |
| Mnogoboj posamično  | Larisa Latinina (URS) | Sofija Muratova (URS) | Polina Astahova (URS)                                                                                                |
| Preskok             | Margarita Nikolajeva (URS) | Sofija Muratova (URS) | Larisa Latinina (URS)                                                                                                |
| Dvovišinska bradlja | Polina Astahova (URS) | Larisa Latinina (URS) | Tamara Ljuhina (URS)                                                                                                 |
| Gred                | Eva Bosáková (TCH) | Larisa Latinina (URS) | Sofija Muratova (URS)                                                                                                |
| Parter              | Larisa Latinina (URS) | Polina Astahova (URS) | Tamara Ljuhina (URS)                                                                                                 |

## Medalje po državah
| Poz | Država          | Zlato | Srebro | Bron | Skupaj |
| 1   | Sovjetska zveza | 10    | 8      | 8    | 26     |
| 2   | Japonska        | 4     | 2      | 3    | 9      |
| 3   | Češkoslovaška   | 1     | 1      | 0    | 2      |
| 4   | Finska          | 1     | 0      | 0    | 1      |
| 5   | Italija         | 0     | 1      | 2    | 3      |
| 6   | Bolgarija       | 0     | 0      | 1    | 1      |
| 6   | Romunija        | 0     | 0      | 1    | 1      |